# Parapoynx seminealis
Parapoynx seminealis là một loài bướm đêm trong họ Crambidae.